# Botrytis diospyri
Botrytis diospyri är en svampart som beskrevs av Brizi 1901. Botrytis diospyri ingår i släktet Botrytis och familjen Sclerotiniaceae.   Inga underarter finns listade i Catalogue of Life.